# Observatorul Reedy Creek
Observatorul Reedy Creek (eng. Reedy Creek Observatory) este un observator astronomic care studiază obiectele din apropierea Pământului care se află în orașul Gold Coast, statul Queensland, Australia. În observator lucrează renumitul astronom John Broughton. Codul internațional al observatorului este 428.